# Meszely
A meszely osztrák eredetű űrmérték. Latin megnevezése: quartale; német megnevezése: Seidel. (Seitel)
A meszely ivóedényből alakult bormértékké. Első magyar vonatkozású említése 1495-ből származik. Elsődleges alkalmazása a kialakulásának megfelelően kocsmákban, italkimérésekben. Mértékként területi és időbeli változatosságot mutat. Általában mint fél icce definiált, 0,35–0,45 liter közé esett, de leggyakrabban 0,42 l-nek  lehet megfeleltetni.
Leggyakoribb alegységei és váltásai:
- bécsi meszely (1/4 bécsi icce) 0,353681 l
- budai (pozsonyi, erdélyi) meszely 1/2 icce, 1593-ig 0,33 l, utána 0,419 l